# Estación de Blue Anchor
La Estación de Blue Anchor está situada en el pueblo costero de Blue Anchor (Somerset, Inglaterra), cerca del pueblo más grande de Carhampton. Forma parte del Ferrocarril del Oeste de Somerset, un tren histórico, y alberga el museo del Ferrocarril del Oeste de Somerset.

## Historia

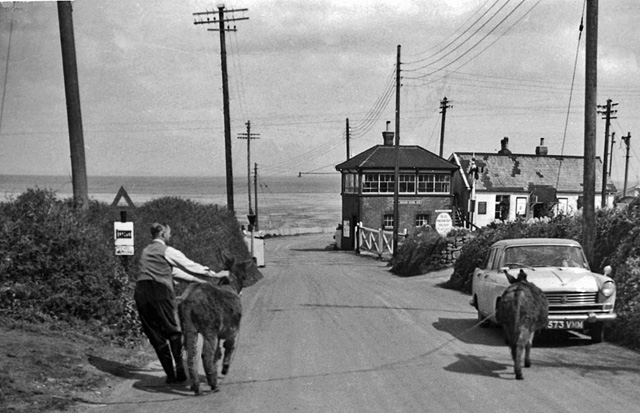
Acceso a la estación en 1963

El Ferrocarril del Oeste de Somerset inauguró la estación el 16 de julio de 1874 con el nombre de Blue Anchor. Se ha demostrado que son incorrectas las sugerencias de que se en su momento se hubiera denominado 'Plataforma de excursión de Blue Anchor' o 'Bradley Gate'. En 1874 solo tenía un andén, que daba a la playa, pero en 1904 el Great Western Railway, que se había hecho cargo del ferrocarril en 1897, construyó una vía de apartado pasante y su andén correspondiente. Al mismo tiempo, se puso en servicio el enclavamiento para controlar las barreras del paso a nivel de la carretera de Carhampton, situado en el extremo oeste de la estación. Se abrió un patio de mercancías al oeste del paso a nivel en 1913.
En 1934, como parte de la mejora general del ramal de Minehead, se ampliaron los andenes y la vía de apartado. Un coche bungalow del GWR estuvo instalado en la estación entre 1934 y 1939. Posteriormente, también alojó otros coche bungalow colocados por iniciativa de la Región Oeste de British Railways: uno de 1952 a 1956, dos de 1957 a 1961 y tres de 1962 a 1964.
El tráfico de mercancías se retiró en 1963 y los servicios de pasajeros cesaron el 4 de enero de 1971. La línea desde Minehead fue reabierta por el Ferrocarril del Oeste de Somerset el 28 de marzo de 1976, siendo prolongada hasta Williton el 28 de agosto del mismo año. El patio de mercancías aloja tres antiguos coches bungalow, que sirven de alojamiento durante la noche a los voluntarios que trabajan en el ferrocarril.

## Museo
Los edificios de la estación se restauraron y la sala de espera en el andén en sentido oeste se convirtió en un museo ferroviario, que se inauguró en 1986 bajo los auspicios del West Somerset Railway Steam Trust. El personal lo proporciona el Museo del Ferrocarril Friends of Blue Anchor, que también realiza actividades de recaudación de fondos. El museo contiene alrededor de 550 objetos, principalmente relacionados con el Great Western Railway o con otras líneas ferroviarias del oeste de Gran Bretaña.

## Descripción
La estación está situada en una vía de apartado pasante de la línea de vía única, y posee dos andenes. El del lado norte de la línea y más cercano a la playa data de 1874, y es el que aloja la caseta de señales y la taquilla. El segundo andén tiene el museo situado en su sala de espera.

## Servicios

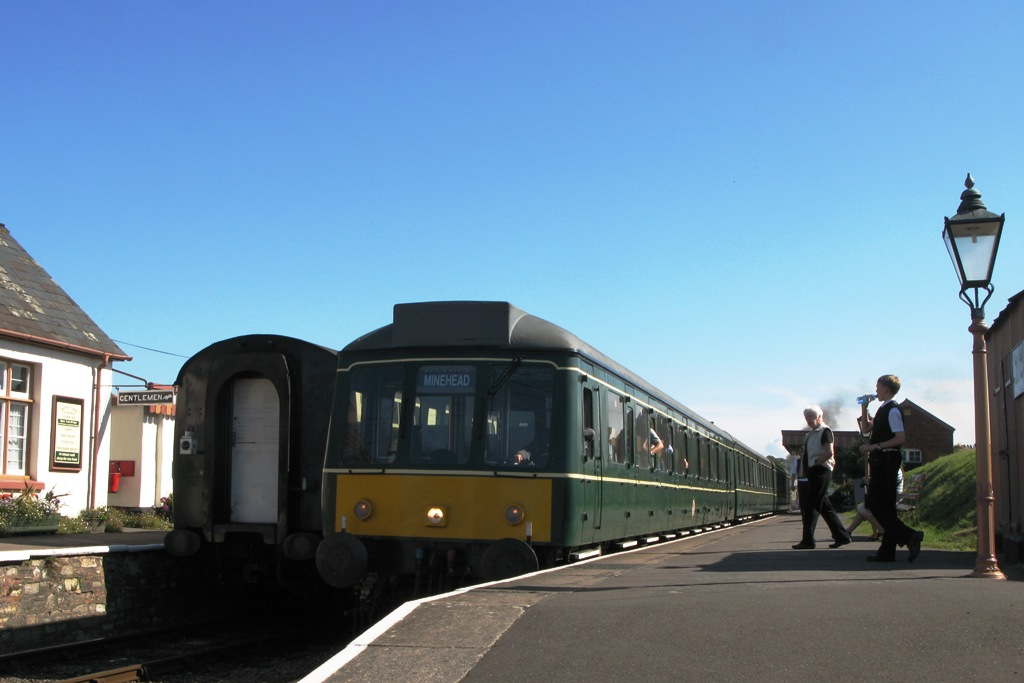
Unidad diésel múltiple en un servicio hacia

Los trenes circulan entre Minehead y Bishops Lydeard los fines de semana y algunos otros días de marzo a octubre, todos los días durante la primavera y el verano, y algunos días durante el invierno.